# 永宗大桥
永宗大桥（：／ Yeongjong Daegyo）是座位于韓國仁川廣域市连接永宗岛及朝鲜半岛内陆的双塔自锚式悬索桥。

## 历史
大桥于2000年建成，是仁川国际机场高速公路的一部分。大桥总长4,420（14,500英尺），是世界上跨度最大的自锚式悬索桥。
永宗大桥有上下两层。上层有6个车道，下层有4个车道和2个仁川國際機場鐵道火车道。